# Галактіоновка
Галактіо́новка (рос. Галактионовка) — присілок у складі Туринського міського округу Свердловської області.
Населення — 155 осіб (2010, 196 у 2002).
Національний склад населення станом на 2002 рік: росіяни — 95 %.